# Acromyrmex hispidus
Acromyrmex hispidus är en myrart som beskrevs av Santschi 1925. Acromyrmex hispidus ingår i släktet Acromyrmex och familjen myror.

## Underarter
Arten delas in i följande underarter:
- A. h. fallax
- A. h. formosus
- A. h. hispidus